# Paratrechina concinna
Paratrechina concinna är en myrart som beskrevs av Trager 1984. Paratrechina concinna ingår i släktet Paratrechina och familjen myror. Inga underarter finns listade i Catalogue of Life.

## Bildgalleri

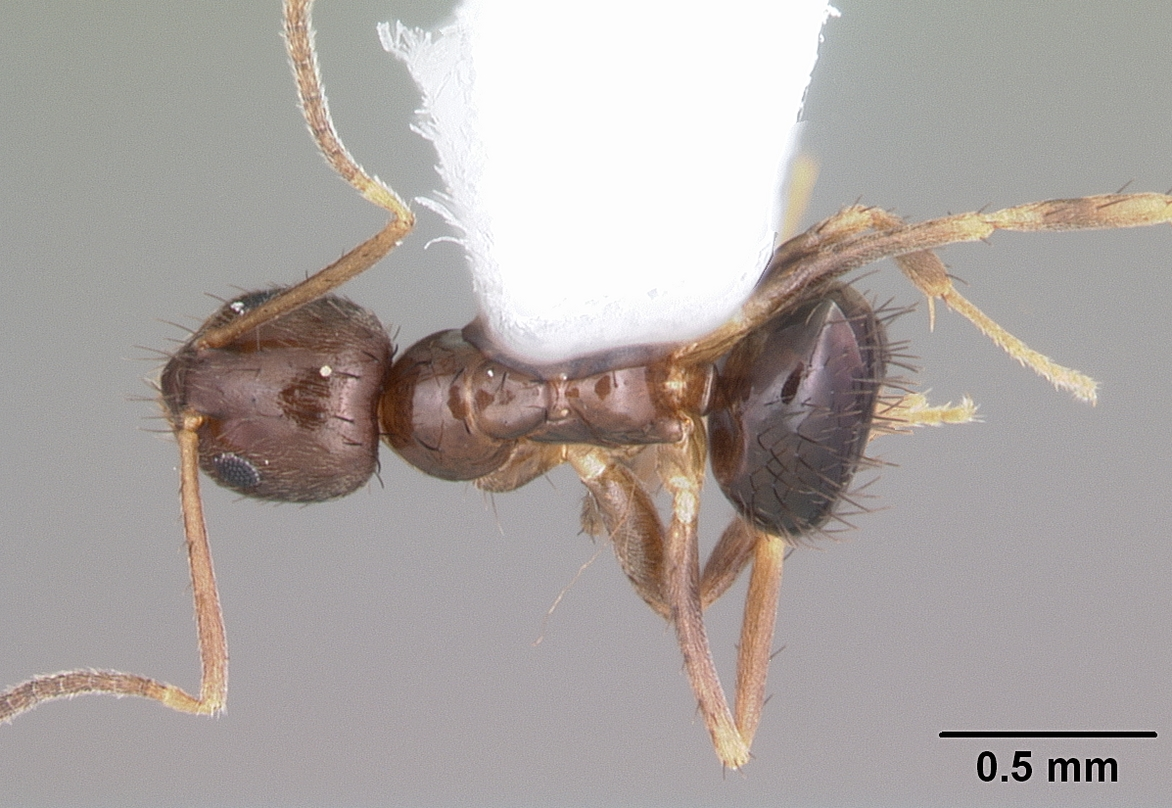
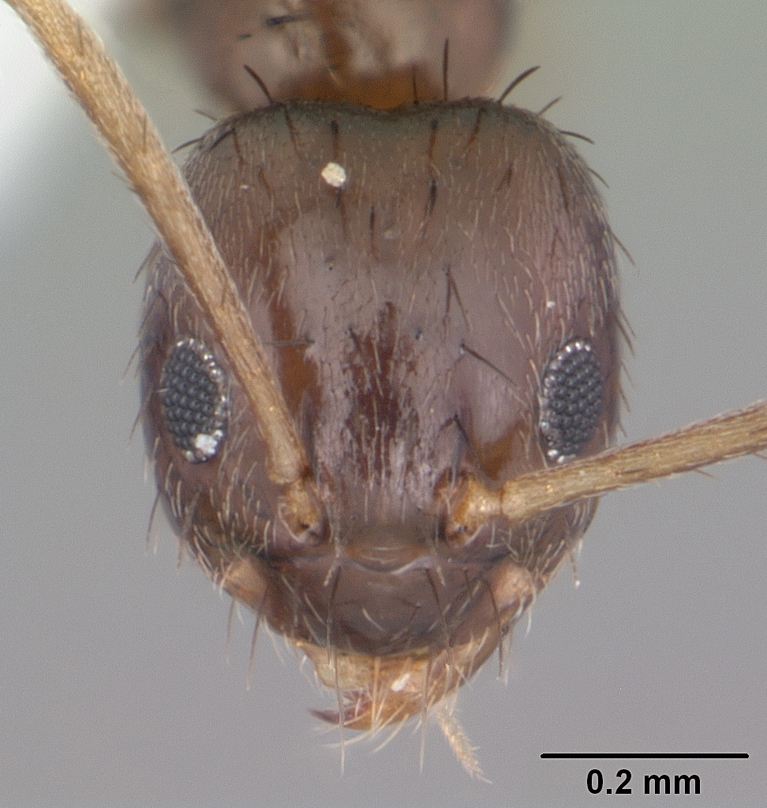
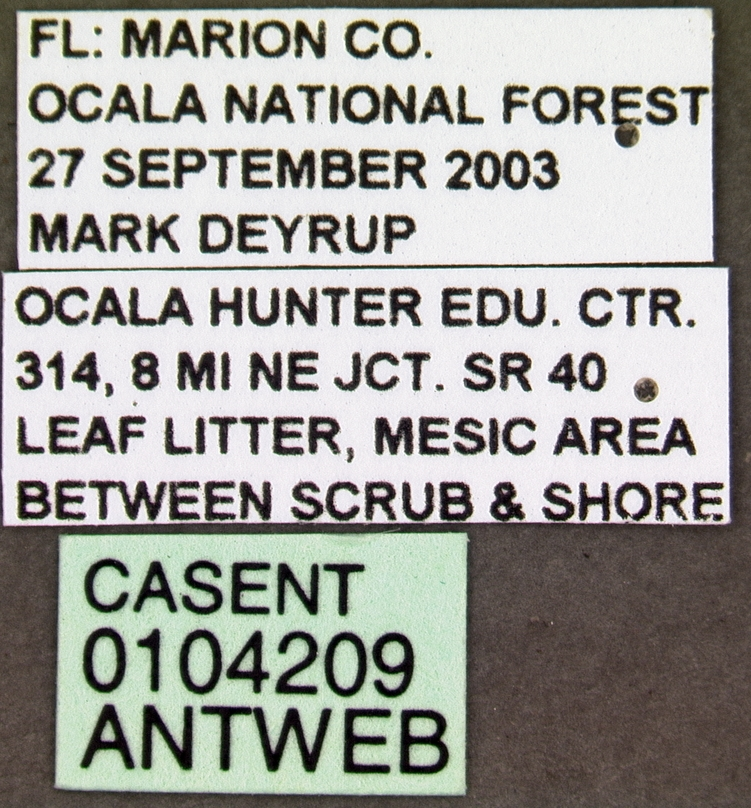
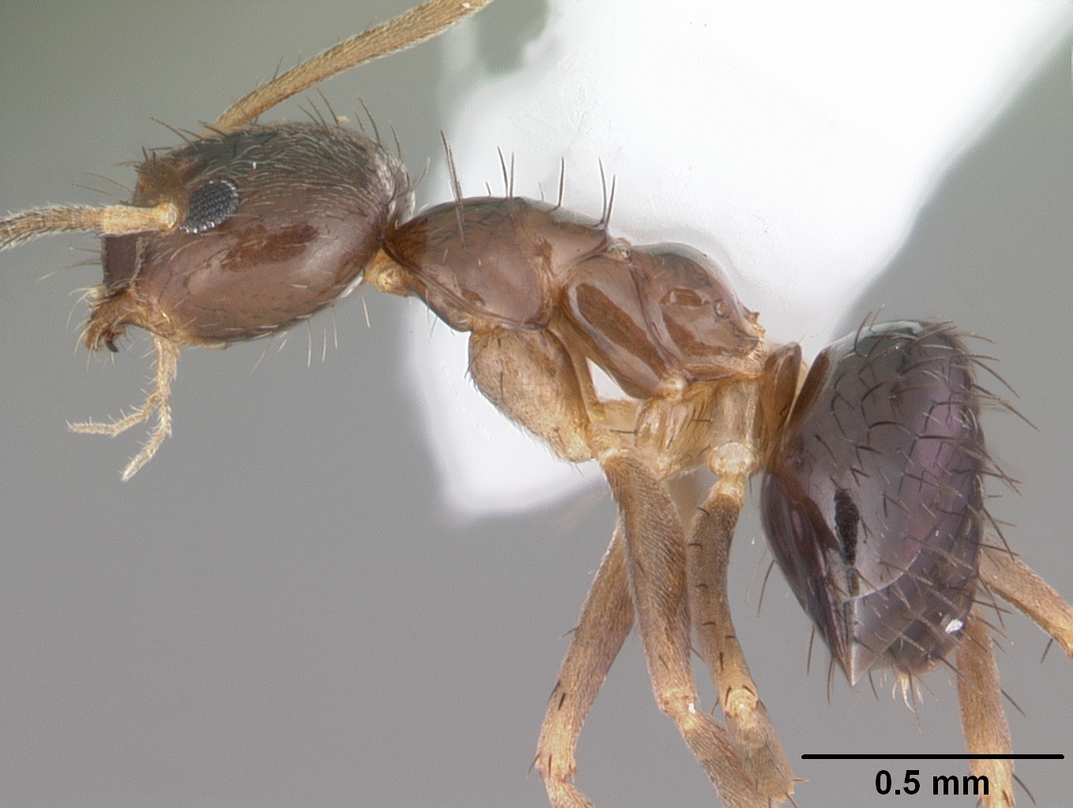
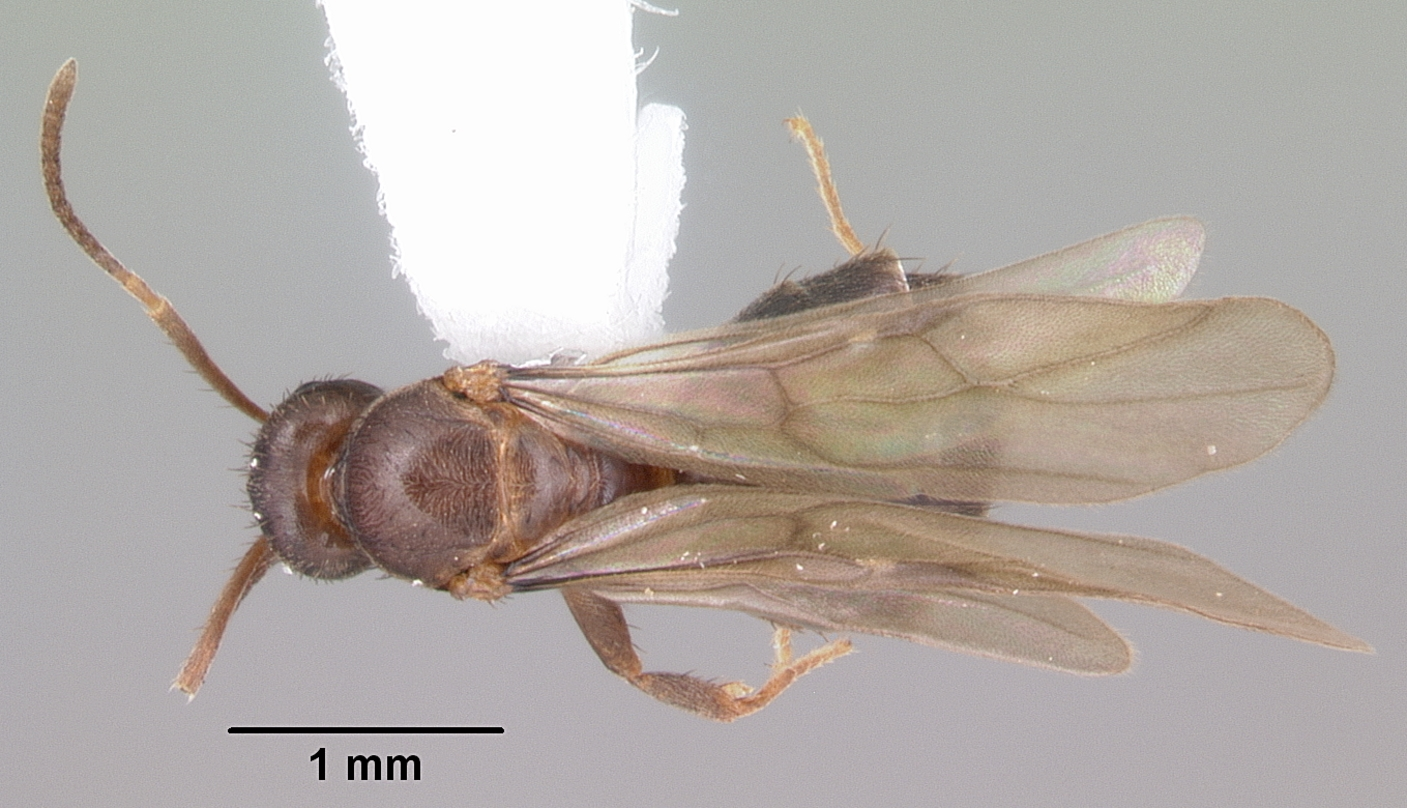
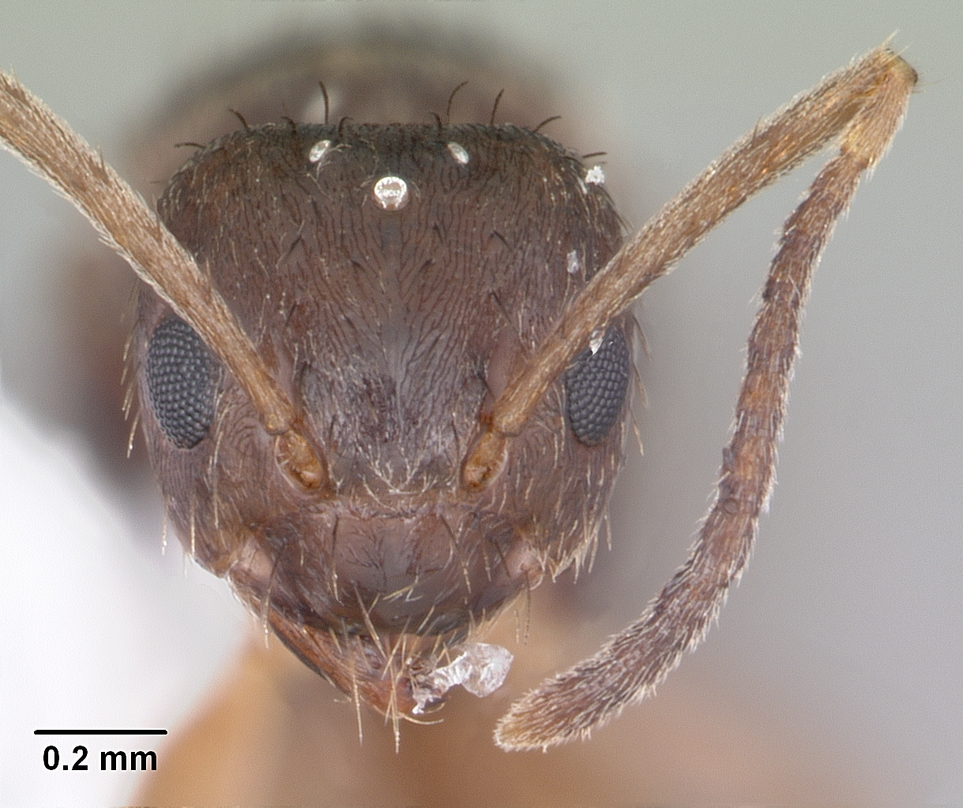